# Синицын, Андрей Васильевич
Андре́й Васи́льевич Сини́цын (18 мая 1939, Ленинград — 27 декабря 2014, Санкт-Петербург) — советский и российский геолог, геохимик и философ середины XX века — начала XXI века. Кандидат (1965) и доктор (1972) геолого-минералогических наук, профессор. Эксперт в области геологии северо-западного региона РФ, совершил ряд научных открытии в области металлогении, тектоники, петрологии, включая разработку методов поиска месторождении алмазов. Первооткрыватель алмазных месторождений им. Ломоносова и им. В. Гриба (Архангельская обл.).
Круг интересов А. В. Синицына был необычайно широк. Со студенческой скамьи его интересовали парадоксы геологии, считавшихся тупиковыми — но только до того момента, как он брался за их разрешение. Его коньком были открытия уникальных месторождений полезных ископаемых на территориях, признанных бесперспективными и по этой причине обойденных вниманием маститых ученых и могучих государственных производственных структур и министерств. Большое внимание А. В. Синицын уделял метрологии и методологии научных исследований, а также краеведению и истории северо-запада России. В зрелом возрасте в сферу его интересов попали вопросы востоковедения, и он со свойственным ему энтузиазмом занялся изучением ранне-шумерских культур. Профессионально переводил Агату Кристи, его переводы были опубликованы в «Звезде Востока», блестяще знал историю, языкознание и литературу.

## Биография
Андрей Синицын родился в Ленинграде 18 мая 1939 года в семье ученых-геологов. В детстве жил в Китае, в Средней Азии. Поступив в 1956 г. на геологический факультет Ленинградского государственного университета, закончил его с отличием в 1961 г. Написав кандидатскую диссертацию за два года, по окончании аспирантуры защитился в 1965 г по теме «Петрология Долеритов Восточно-Мурманского побережья (Кольский п-ов)», научный руководитель проф.,член- корр. АН СССР Н. А. Елисеев, и приступил к работе в Тематической экспедиции Севзапгеологии, Кольский п-ов в составе Картосоставительского отряда (Белое море).
Практически без перерыва, связанного с семейными обстоятельствами, в 1974 г. в ЛГУ защитил докторскую диссертацию по теме «Юго- Восточная часть Балтийского щита (Проблемы строения и развития)», став самым молодым доктором геолого-минералогических наук в истории СССР.
В 1988 г. при непосредственным участии профессора Синицына А. В. основан НИИ «Горизонт», директором которого он занимал до своей смерти 27 декабря 2014 г.
Последние 20 лет жизни А. В. Синицын много путешествовал, подолгу проживая в России, Австралии, Северной Америке и Европе.

## Научная деятельность
Профессор А. В. Синицын внес неоценимый вклад в развитие геологии и металлогении Северо-западного региона России и, в частности, Архангельской области.
В 1975 г. обнаруженные в районе Неноксы Архангельской области породы неясного генезиса, вскрытые в 1936 г. геологом С. В. Кольцовым, были повторно разбурены . по настоянию А. В. Синицына и А. Ф. Станковского. Таким образом был впервые установлен факт присутствия кимберлитов в Архангельске и поставлен вопрос о возможности выявления в Архангельской области месторождений алмазов. Кроме того, была сформулирована задача поисков алмазоносных кимберлитов в этом регионе. В 1980 году первой же скважиной на заверяемой аномалии была вскрыта Поморская кимберлитовая трубка, которая дала начало месторождению Ломоносова.
Успех и признание не сразу пришли к молодому ученому. В 1969 году А. В. Синицыным написана статья «Трубки взрыва Онежского п-ова» и отправлена в журнал «Советская геология». Она была отдана на рецензию в ЦНИГРИ — головной институт Министерства геологии по золоту и алмазам. Рецензия была разгромной. Статью рекомендовалось не публиковать до её компетентной проверки. Статья пролежала без движения в редакции до 1973 года и была напечатана только благодаря прямому указанию министра геологии.
В 1994 году А. В. Синицын запустил новый поисковый проект — Верхотину. В течение 20 лет А. В. Синицын с коллективом единомышленников последовательно собирал и обрабатывал всю существующую геологическую, геохимическую, геофизическую и палеогляциологическую информацию для площади около 16000 км². Было проведено шлиховое опробование площадей, до этого не обеспеченных этим видом поисков (около 5000 км²) и проведено тщательное изучение минералов-индикаторов, в том числе выполнено около 5400 микрозондовых анализов их составов. В результате этого были выделены ореолы, указывающие на то, что их источниками являются алмазоносные кимберлиты. Верхотинская площадь местными геологами считалась бесперспективной, и поэтому лицензия на её дальнейшее изучение и поиски алмазов была выделена для привлечения иностранных инвестиций. Перспективы этой площади Синицын связывал с незаверенными аномалиями. Так было открыто месторождение Гриба (В. Гриб — аспирант и соратник А. В. Синицына, скоропостижно скончался за год до открытия трубки Гриб).
В течение последних двенадцати лет своей жизни (2002—2014 гг.) А. В. Синицын обобщил, обработал и переинтерпретирован огромный объём геологических, минералогических, геохимических, геофизических, наземных и дистанционных данных. Кроме того, им полностью на собственные средства были проведены минералогическая съемка и геофизические работы. Это позволило выделить 12 прогнозных кимберлитовых тел, образующих несколько кимберлитовых полей (кластеров).

## Консалтинг
Немаловажной частью профессиональной деятельности А. В. Синицына являлась работа консультантом — экспертом в области теории и практики поисков и разведки полезных ископаемых, а также чтение лекций в российских и зарубежных научных и образовательных заведениях. Он читал лекции в Беркли и Стэнфорде, в Университете Турку и Университете Западной Австралии. Услугами Синицына А. В. в течение многих лет пользовались такие авторитетные компании, как CRA Pty Limited, BHP (Utah), De Beers Group, Anglo-American Group, Trans Hex (South Africa), Ashton Mining Limited, Outokumpy Group, Genmin Group (South Africa), Dominion Limited (Australia).